# Strobilocarpus diversifolius
Strobilocarpus es un género monotípico de plantas fanerógamas perteneciente a la familia Grubbiaceae. Su única especie: Strobilocarpus diversifolius, es originaria de Sudáfrica.

## Descripción
Tiene ramas cuadrangulares y estriadas, adpresos peludas; hojas pecioladas, linear-lanceoladas, con márgenes de revolución, glabras pero tuberculada arriba, sedoso-pubescentes por debajo,; las inferiores a menudo mucho más grandes, ovadas-lanceoladas; las flores de color amarillento.

## Taxonomía
Strobilocarpus diversifolius fue descrita por  Johann Friedrich Klotzsch y publicado en Linnaea 13: 381. 1839.
Sinonimia
- Grubbia tomentosa (Thunb.) Harms.[3]